# Championnat du Japon de football 1971
Le Championnat du Japon de football 1971 est la septième édition de la Japan Soccer League.

## Classement
| Pos | Club              | Pts | J  | G | N | D  | Bp | Bc | Diff | Note                         |
| --- | ----------------- | --- | -- | - | - | -- | -- | -- | ---- | ---------------------------- |
| 1   | Yanmar Diesel     | 22  | 14 | 9 | 4 | 1  | 32 | 13 | ＋19 | Champion                     |
| 2   | Mitsubishi Motors | 18  | 14 | 7 | 4 | 3  | 32 | 12 | ＋20 |                              |
| 3   | Yawata Steel      | 18  | 14 | 8 | 2 | 4  | 34 | 23 | ＋11 |                              |
| 4   | Hitachi           | 18  | 14 | 7 | 4 | 3  | 18 | 17 | ＋1  |                              |
| 5   | Furukawa Electric | 15  | 14 | 5 | 5 | 4  | 24 | 24 | ±0   |                              |
| 6   | Toyo Industries   | 10  | 14 | 3 | 4 | 7  | 11 | 17 | －8  |                              |
| 7   | Nippon Kokan      | 8   | 14 | 2 | 4 | 8  | 11 | 23 | －12 | Barrage promotion-relégation |
| 8   | Nagoya Bank       | 3   | 14 | 0 | 3 | 11 | 10 | 43 | －33 | Barrage promotion-relégation |

## Barrage promotion-relégation
| JSL          | Aller | Retour | Senior Cup                                         |
| ------------ | ----- | ------ | -------------------------------------------------- |
| Nippon Kokan | 2-2   | 0-0    | Tanabe Pharmaceutical (Finaliste de la Senior Cup) |
| Nagoya Bank  | 0-0   | 0-1    | Towa Real Estate (Vainqueur de la Senior Cup)      |

Towa RE est promu en Japan Soccer League, Nagoya Bank est relégué.

## Classement des buteurs
| Joueur             | Nombre de buts |
| ------------------ | -------------- |
| Kunishige Kamamoto | 11             |